# Campionats del món de ciclisme en ruta de 1951
Els Campionats del món de ciclisme en ruta de 1951 es disputaren l'1 i 2 de setembre a Varese, Itàlia.

## Resultats
| Proves :                         | Or                      | Or         | Argent                  | Argent | Bronze                      | Bronze |
| Professionals                    |                         |            |                         |        |                             |        |
| Cursa en línia masculina detalls | Ferdi Kübler · Suïssa   | 8h 28' 28" | Fiorenzo Magni · Itàlia | m. t.  | Antonio Bevilacqua · Itàlia | m. t.  |
| Amateurs                         |                         |            |                         |        |                             |        |
| Cursa en línia masculina         | Gianni Ghidini · Itàlia | 4 h 44'22" | Rino Benedetti · Itàlia | m. t.  | Jan Plantaz · Països Baixos | m. t.  |

## Medaller
| Posició | País          | Or | Plata | Bronze | Total |
| 1       | Itàlia        | 1  | 2     | 1      | 4     |
| 2       | Suïssa        | 1  | 0     | 0      | 1     |
| 3       | Països Baixos | 0  | 0     | 1      | 1     |
| Total   | Total         | 2  | 2     | 2      | 6     |